# Eupithecia goossensiata
Eupithecia goossensiata là một loài bướm đêm trong họ Geometridae.